# Prospekt emisyjny
Prospekt emisyjny – dokument o charakterze informacyjnym, publikowany przez emitenta papierów wartościowych, które mają być przedmiotem oferty publicznej.
Prospekt emisyjny powinien zawierać informacje dotyczące emisji papierów wartościowych, czynników ryzyka, zarządu oraz sytuacji finansowej i perspektyw rozwoju emitenta. Informacje te mają umożliwić podjęcie potencjalnemu inwestorowi decyzji o zakupie. Prospekt emisyjny ma ważność 12 miesięcy od daty jego zatwierdzenia przez Komisję Nadzoru Finansowego. W ramach tzw. europejskiego paszportu zatwierdzenie prospektu przez Komisję Nadzoru Finansowego daje emitentowi możliwość poszukiwania kapitału na rynkach wszystkich krajów Unii Europejskiej.
Dla spółki wprowadzającej papiery wartościowe (zazwyczaj są to akcje) przygotowanie i zatwierdzenie prospektu emisyjnego jest etapem na drodze do obrotu giełdowego. Po zatwierdzeniu prospektu emisyjnego emitent będzie mógł na jego podstawie prowadzić publiczną ofertę papierów wartościowych, a potem ubiegać się o dopuszczenie papierów wartościowych do obrotu na rynku regulowanym (np. giełdowym).

## Forma prospektu emisyjnego
Prospekt emisyjny może mieć formę jednolitego dokumentu albo zestawu dokumentów, w skład którego wchodzą: dokument rejestracyjny, dokument ofertowy oraz dokument podsumowujący. Minimalny zestaw informacji oraz szczegółową formę prospektu reguluje rozporządzenie Komisji Europejskiej (WE) nr 809/2004 z dnia 29 kwietnia 2004 r. w sprawie implementacji dyrektywy 2003/71/WE Parlamentu Europejskiego i Rady odnośnie do informacji zamieszczanych w prospekcie emisyjnym, formy prospektu emisyjnego, zamieszczania informacji poprzez odwołania, publikacji prospektu emisyjnego oraz rozpowszechniania informacji o charakterze reklamowym.

## Prospekt emisyjny a memorandum informacyjne.
W ofercie publicznej rozróżnienie pomiędzy prospektem emisyjnym a memorandum informacyjnym ma charakter ściśle formalno-prawny, co sprawia, że prospekt i memorandum są często mylone. Powodami częstych pomyłek są: złożony stan prawny, wymóg aby w przypadkach ściśle określonych prawem memorandum informacyjne było równoważne z prospektem oraz możliwość zastąpienia memorandum informacyjnego przez prospekt. Zwykle wymogi prawne wobec memorandum informacyjnego są mniejsze niż wobec prospektu.

### Oferta prywatna
Emitent nie musi tworzyć prospektu emisyjnego w przypadku oferty prywatnej to jest gdy oferta jest przeznaczona dla mniej niż 150 osób. W ofercie prywatnej emitent przygotowuje wyłącznie memorandum informacyjne.

### Oferta publiczna
W szczególnych przypadkach emisji publicznej np. gdy akcje są już przedmiotem obrotu giełdowego a emisja jest skierowana do pracowników emitent zamiast prospektu może sporządzić memorandum informacyjne.
W niektórych przypadkach memorandum informacyjne musi być równoważne z prospektem i wymaga stwierdzenia równoważności z prospektem emisyjnym przez Komisję Nadzoru Finansowego.
Prospektu emisyjnego nie wymaga oferta publiczna kierowana np. wyłącznie do klientów profesjonalnych; inwestorów lub inwestorów z których każdy nabywa papiery wartościowe o wartości co najmniej 100 000 euro. Przygotowywane jest wówczas memorandum informacyjne.

## Podstawa prawna
- Ustawa z dnia 29 lipca 2005 r. o ofercie publicznej i warunkach wprowadzania instrumentów finansowych do zorganizowanego systemu obrotu oraz o spółkach publicznych[1].